# Osvaldo Arecco
Osvaldo Arecco (Genova, 27 gennaio 1955) è un ex calciatore italiano, di ruolo difensore.

## Carriera

### Calciatore
Ha disputato 4 incontri in Serie A nelle file della Sampdoria nella stagione 1974-1975 (esordio il 24 novembre 1974 in occasione del pareggio interno contro l'Inter subentrando nel secondo tempo a Gianfranco Bedin), ed ha inoltre collezionato complessivamente 72 presenze ed una rete in Serie B con le maglie di Sampdoria, Pistoiese (contribuendo con 26 presenze ed una rete nella stagione 1979-1980 alla storica promozione in A dei toscani) e Pescara.

### Allenatore
Lasciato il calcio giocato, diventa allenatore guidando numerosi club liguri nei campionati dilettantistici.  